# كوينيجسيج
كوينيجسيج هو صانع سويدي لسيارات الرياضية عالية الأداء، والمعروف أيضا باسم هايبركار، ويقع مقر الشركة في انجلهولم. تأسست الشركة في عام 1994 في السويد على يد كريستيان فون كوينيجسيج، بهدف إنتاج سيارات السوبركار على مستوى عالمي. بعد سنوات عديدة من التطوير ظهرت أول السيارات من الشركة للسير على الطرقات في عام 2002. في عام 2006 بدأ كوينيجسيج إنتاج سي سي إكس، والتي احتوت على محرك خاص بتلك المركبة صُمم في منزل. صُرّح لسيارة سي سي أكس بأن تسير على شوارع معظم البلدان، بما فيها الولايات المتحدة.